# Germaine Abessolo Bivina
Germaine Abesssolo Bivina (née le 9 mai 1990 à Zoétélé) est une athlète camerounaise.

## Carrière
En 2017, elle remporte la médaille de bronze du relais 4 × 100 mètres aux Jeux de la solidarité islamique et la médaille d'argent du même relais aux Jeux de la Francophonie.
Elle est médaillée d'argent du 200 mètres aux Championnats d'Afrique d'athlétisme 2018.

## Palmarès
| Date | Compétition             | Lieu        | Résultat | Épreuve   | Temps   |
| ---- | ----------------------- | ----------- | -------- | --------- | ------- |
| 2014 | Championnats d'Afrique  | Marrakech   | 5e       | 4 × 100 m | 46 s 33 |
| 2015 | Jeux africains          | Brazzaville | 6e       | 4 × 100 m | 45 s 27 |
| 2016 | Championnats d'Afrique  | Durban      | 6e       | 4 × 100 m | 46 s 23 |
| 2017 | Jeux de la Francophonie | Abidjan     | 2e       | 4 x 100 m | 45 s 23 |
| 2018 | Jeux du Commonwealth    | Gold Coast  | 6e       | 4 x 100 m | 45 s 24 |
| 2018 | Championnats d'Afrique  | Asaba       | 2e       | 200 m     | 23 s 36 |